# Charles C. Stockley
Charles Clark Stockley, född 6 november 1819 i Georgetown i Delaware, död 20 april 1901 i Georgetown i Delaware, var en amerikansk demokratisk politiker. Han var Delawares guvernör 1883–1887.
Stockley tjänstgjorde 1856 som sheriff i Sussex County och 1875 som talman i Delawares senat. År 1883 efterträdde han John W. Hall som guvernör och efterträddes 1887 av Benjamin T. Biggs. Stockley avled 1901 och gravsattes på St. Paul's Episcopal Churchyard i Georgetown i Delaware.